# Kalu Uche
Kalu Uche, nigerijski nogometaš, * 15. november 1982, Aba, Nigerija.
Uche igra na položaju napadalca in je trenutno član španske ekipe Levante UD. Uche je znan po svojih akrobatskih praznovanjih ob doseženem zadetku, sposoben je igrati tudi na položaju napadalnega vezista ali drugega napadalca. Večino svoje profesionalne kariere je prebil v Španiji.

## Klubska kariera
Uchejeva kariera se je pričela v Nigeriji pri klubih Enyimba International in Iwuanyanwu Nationale. V sezoni 2001/02 se je preselil v Španijo, kjer je okrepil vrste rezervne (B) ekipe kluba  RCD Espanyol.
Uche je nato prestopil na Poljsko k moštvu Wisła Kraków. Na Poljskem je ostal do leta 2005 in z Wisło trikrat osvojil poljsko prvenstvo ter dvakrat poljski pokal. V sezoni 2004/05 je kot posojen igralec Wisłe nastopal za francoski klub FC Girondins de Bordeaux. 
V sezoni 2006/07 je Uche okrepil španskega drugoligaša UD Almería in odigral ključno vlogo pri prvem napredovanju kluba v prvo ligo v zgodovini. Za andaluzijski klub je namreč v tisti sezoni dosegel osem zadetkov, od tega tri na zadnjih petih tekmah. Njegov debi v La ligi se je zgodil 26. avgusta 2007, tedaj je ob zmagi svojega moštva s 3-0 nad Deportivom iz La Coruñe prišel na igrišče v drugem polčasu.
11. januarja 2009 je Uche izkoristil svojo priložnost ob odsotnosti napadalca prvega moštva Álvara Negreda in na gostovanju pri Espanyolu dvakrat zatresel mrežo nasprotnika za končnih 2-2. Še pred tem pa se je 5. decembra vpisal med strelce na gostovanju pri Real Madridu, tedaj je Almerío povedel v vodstvo z 2-1, a se je Real Madrid naposled vrnil v igro in slavil s 4-2.
V poletnem prestopnem roku pred pričetkom sezone 2009/10 so Negreda prodali v Sevillo (preko Real Madrida), tako da je Uche postal prvi napadalec Almeríe. Sezono 2009/10 je zaključil z rekordom kariere - 9 zadetki. 4. maja 2010 se je vpisal med strelce proti Villarrealu in tako dodal levji delež k zmagi 4-2 ter ohranitvi mesta v najvišji diviziji španskega nogometa vsaj še za eno sezono.

## Reprezentančna kariera
Uche je v nigerijski reprezentanci debitiral 21. junija 2003. Na tekmi kvalifikacij za Afriški pokal narodov 2004 se je proti izbrani vrsti Angole že ob svojem debiju vpisal med strelce. 
Svojo državo je zastopal tudi na Afriškem pokalu narodov 2010, vendar na turnirju ni uspel zadeti. Nigerija je vseeno osvojila 3. mesto. Po solidni klubski sezoni ga je novi nigerijski selektor, Šved Lars Lagerbäck, uvrstil v ekipo za Svetovno prvenstvo 2010 v JAR. Selektorjevo zaupanje je upravičil z zadetkom proti Grčiji. Grško mrežo je zatresel z direktnega prostega strela v 16. minuti in povedel Nigerijce v vodstvo z 1-0. Grki so se nato pobrali in dvakrat zadeli ter tako odščipnili zmago z 2-1. Poraz proti Grčiji je za Nigerijce že pomenil dokončno slovo od upanja na uvrstitev v osmino finala.  Uche se je med strelce vpisal še na tretji tekmi Nigerije na prvenstvu, proti reprezentanci Južne Koreje.

### Reprezentančni zadetki
| # | Datum             | Prizorišče           | Nasprotnik   | Zadel za | Končni izid | Tekmovanje                             |
| - | ----------------- | -------------------- | ------------ | -------- | ----------- | -------------------------------------- |
| 1 | 21. junij 2003    | Benin City, Nigerija | Angola       | 1-2      | 2-2         | Kvalifikacije za Afriški pokal narodov |
| 2 | 27. maj 2008      | Gradec, Avstrija     | Avstrija     | 1-1      | 1-1         | prijateljska tekma                     |
| 3 | 17. junij 2010    | Bloemfontein, JAR    | Grčija       | 1-0      | 1-2         | Svetovno prvenstvo, skupina B          |
| 4 | 22. junij 2010    | Durban, JAR          | Južna Koreja | 1-0      | 2-2         | Svetovno prvenstvo, skupina B          |
| 5 | 15. november 2011 | Kaduna, Nigerija     | Zambija      | 1-0      | 2-0         | prijateljska tekma                     |

## Zasebno življenje
Uchejev mlajši brat Ikechukwu Uche je prav tako nogometaš. Tudi on igra na položaju napadalca in je večino svoje članske kariere preživel v Španiji.